# Zastup (parti politique)
Ne doit pas être confondu avec Zastup.
Zastup (en ukrainien : "Всеукраинское аграрное объединение "ЗАСТУП", Association agraire panukrainienne « ЗАСТУП », « ЗАСТУП » signifie « épée ») est un parti politique ukrainien enregistré le 4 mai 2011. Son ancien nom était Initiative populaire (en ukrainien, Народна ініціатива). Son chef de file est Vira Ouliantchenko, ancien chef de l'administration présidentielle ukrainienne. Il participe aux élections du 26 octobre 2014 et remporte un député à la Rada.